# Olivier Rebbot
Pour les articles homonymes, voir Rebbot.
Olivier Rebbot est un photojournaliste indépendant français, né le 5 juin 1949 à Levallois-Perret, et mort le 9 avril 1981 à Miami. 

## Biographie
Olivier Rebbot commence sa carrière comme contributeur régulier au journal L'Œil, puis se consacre au photojournalisme en 1971 après s'être installé à New York.
Il couvre quelques événements majeurs tels tremblement de terre au Guatemala en 1976, la panne d'électricité de 1977 à New York, la guerre civile libanaise, la crise des boat-people réfugiés d'Asie du Sud-Est, la guerre civile nicaraguayenne, la révolution iranienne de 1979 et les débuts de la guerre en Afghanistan la même année. 

### Mort
Le 15 janvier 1981, il est en mission pour le magazine américain Newsweek au Salvador. Ce jour-là, il est gravement blessé par un tir de sniper alors qu’il se déplace avec une patrouille de l’armée et cinq autres photographes dans la capitale provinciale de San Francisco Gotera, à 230 km à l'est de San Salvador,. 
Olivier Rebbot meurt des suites de ses blessures le 9 avril 1981 au Hialeah Hospital de Miami à l’âge de 31 ans.

## The Olivier Rebbot Award
L’Overseas Press Club of America créé le prix Olivier Rebbot (The Olivier Rebbot Award) en 1981 à sa mémoire. 
Ce prix a été attribué entre autres photographes à Steve McCurry, Eugene Richards, Sebastião Salgado,  etc.
- 2004 : Paolo Pellegrin[7],
- 2008 : Q. Sakamaki [8]
- 2010 : Alvaro Ybarra Zavala[9]
- 2011 : Lynsey Addario[10]
- 2019 : Moises Saman[11]
- 2021 : Chris McGrath, Getty Images, pour « In the Aftermath of the Blast »[12]
- 2022 : Fatima Shbair, Getty Images, pour sa série «Onze jour dans le conflit israélo-palestinien à Gaza »[13]

## Expositions
Liste non exhaustive
1982 : Hommage à Olivier Rebbot et Alain Dejean, Rencontres internationales de la photographie d'Arles.